# Den grønne Elevator
Den grønne Elevator er en amerikansk stumfilm fra 1919 af Henry Otto.

## Medvirkende
- May Allison som Blanny Wheeler
- Pell Trenton som Jack Wheeler
- Eugene Pallette som Billy Bartlett
- Christine Mayo som Laura Bartlett
- William Buckley som Philip Evans